# Contrato de estágio

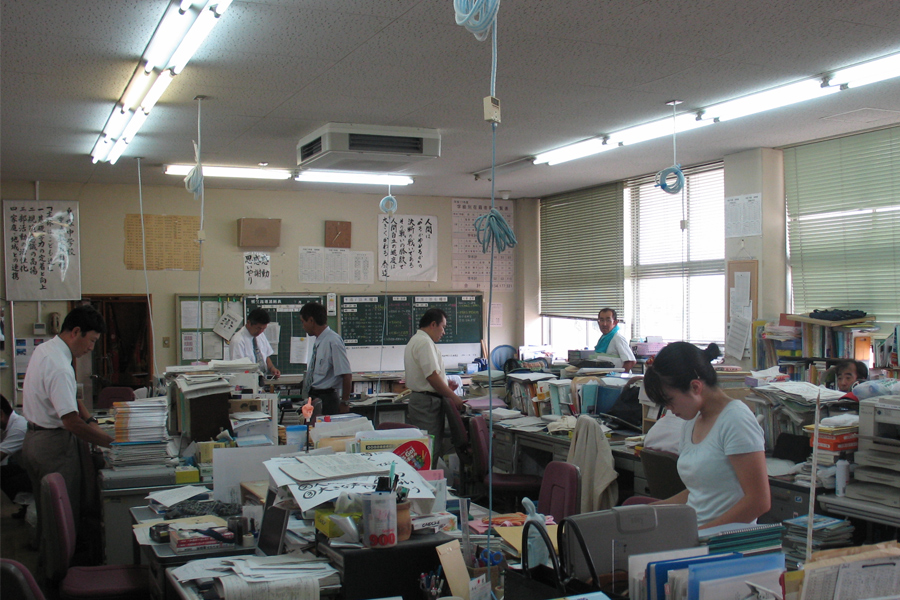
O estágio como ferramenta para a complementação do estudo teórico.

O contrato de estágio, no direito brasileiro, tem por objetivo a regulamentação de um vínculo entre contratante e contratado. O estágio busca a complementação educacional em cursos técnicos e superiores. Não é considerada pela lei uma relação jurídica de emprego.

## Objetivo
Busca-se com o estágio a formação educacional do prestador de serviços. Esta contratação tem sofrido críticas, já que permite a alguns empregadores defraudarem o espírito da lei, utilizando o trabalhador em atividade normal em troca de uma bolsa para atender despesas de transportes e alimentação e não tendo toda a proteção previdenciária e trabalhista devida ao empregado. Assim, quando vislumbrada a prática real de simples utilização menos onerosa da força de trabalho, sem qualquer ganho educacional para o estudante, haverá transmutação da espécie para a de vínculo empregatício...

## Requisitos
Como toda relação trabalhista, existem requisitos obrigatórios para o enquadramento na espécie legal. Os critérios formais versam as competências e capacidades legais das partes, enquanto os materiais versam sobre o aspecto objetivo e prático pretendido, como oportunidade de aprendizado e complementação das atividades curriculares. A não observância desses critérios descaracteriza o contrato.

### Formais
- Concedente do estágio: pessoas jurídicas de Direito Privado, órgãos da Administração Pública e Instituições de ensino;
- Favorecido pelo estágio: estudante, aquele que comprovadamente frequenta curso de nível superior, técnico, ou escolas de educação especial;
- Celebração de um termo de compromisso entre os estudantes e a parte concedente do estágio. Não é absoluta;
- Interveniência da instituição de ensino no encaminhamento do estagiário;
- Concessão de seguro de acidentes pessoais em favor do estagiário;
- Bolsa de complementação educacional (opcional)

### Materiais
- Realização do estágio em unidades que tenham condições reais de proporcionar experiência prática de formação profissional;
- Ocorrência de real harmonia e compatibilização entre as funções exercidas e o estágio e a formação educativa e profissional, observado o respectivo currículo escolar;
- Acompanhamento e supervisão pelo tomador de serviços a fim de ocorrer a real transferência de conhecimentos técnico-profissionais;
- Efetiva complementação do ensino e aprendizagem, de acordo com os currículos, programas e calendários escolares.

## Direitos Trabalhistas do Estagiário
Conforme determina a Lei 11.788/2008, também chamada de Lei do Estágio, são garantidos os seguintes direitos:
1) Jornada de trabalho de 4 (quatro) horas diárias e 20 (vinte) horas semanais, no caso de estudantes de educação especial e dos anos finais do ensino fundamental, na modalidade profissional de educação de jovens e adultos;
2) 6 (seis) horas diárias e 30 (trinta) horas semanais, no caso de estudantes do ensino superior, do ensino técnico e do ensino médio regular;
3) É assegurado ao estagiário, sempre que o estágio tenha duração igual ou superior a 1 (um) ano, período de recesso de 30 (trinta) dias, a ser gozado preferencialmente durante suas férias escolares.
4) A bolsa ou outra forma de contraprestação pelo trabalho, assim como o auxílio – transporte, só são devidos quando o estágio não é obrigatório;